# Бузкаши
Бузкаши (на персийски: بزکشی; буквално – „дърпане на кози“) е централноазиатски спорт, при който играчите яздят коне и се опитват да вкарат гол с труп на коза или теле. Практикува се основно в Таджикистан, Афганистан, Узбекистан и Туркменистан. Спортът има различно название (кокпар, купкари, кокбору улак тартиш) сред различните тюркски народи.

## История
Бузкаши е създаден сред номадските тюркски народи, които идват от североизток, разпространявайки се на запад от Китай и Монголия между 10 и 15 век. От скитско време, бузкаши се запазва като наследство от изчезналата епоха на миграциите.
По време на Ралибанския режим, бузкаши е забранен в Афганистан, тъй като талибаните считат играта за неморална. След падането на Талибанския режим играта продължава да бъде играна.

## Разпространение
Днес бузкаши и разновидностите му се играят сред няколко централноазиатски етнически групи: киргизи, пущуни, казахи, узбеки, уйгури, хазарейци, таджики и туркмени. Спортът се практикува и от турски жители, основно мигранти от Централна Азия. В Западен Китай освен бузкаши с коне, се играе и бузкаши с якове от таджиките в Синдзян.

### Афганистан
Бузкаши е национален спорт в Афганистан, където често се играе в петък, а мачовете привличат хиляди фенове. По традиция, игрите могат да продължават няколко дни, но в по-регулирания турнирен вариант мачът има ограничено време.

### Казахстан
Националната асоциация по кокпар на Казахстан е регистрирана през 2000 г. Асоциацията организира ежегодни шампионати по кокпар за възрастни от 2001 г. и за юноши от 2005 г. Всички 14 региона на Казахстан имат професионални отбори по кокпар. Южноказахстанска област има най-голям брой професионални отбори – 32. Националният отбор по кокпар на Казахстан към момента държи титлата на шампион по кокпар на Евразия.

### Киргизстан
Фотография от 1870 г. показва играчи на кокбору в Киргизстан. Все пак, правилата на кокбору в Киргизстан са за пръв път официално определени и регулирани през 1949 г. От 1958 г. се практикува по хиподрумите. Размерът на игралното поле зависи от броя играчи.

### Таджикистан
Сезонът на бузкаши в Таджикистан обикновено е от ноември до април. Високите температури често спират провеждането на мачове извън този период, въпреки че отделни игри могат да се провеждат в по-хладните планински райони.
В Таджикистан и таджикските райони на Синдзян, бузкаши е особено популярен при сключването на бракове, тъй като игрите се спонсорират от бащата на булката.

## Правила
Съревнованието обикновено е свирепо. До основаването на официалните правила от Олимпийския комитет на Афганистан спортът се провежда основно според правила, например, изключващи удрянето с камшик на друг ездач или бутането му от коня. Ездачите обикновено носят тежко облекло и защита за глава, за да се защитят от камшиците и ботушите на другите играчи. Ездачите в бившия Съветски съюз често носят стари танкистки каски. Ботушите обикновено имат високи токове, които се закрепват за седлото на коня, за да може ездачът да се накланя настрани, докато се опитват да вземе козата. Игрите могат да продължат няколко дни, а печелившият отбор получава награда, която не е задължително да бъде парична. Най-добрите играчи понякога се спонсорират от заможни хора.
Играчът на бузкаши се нарича чапандаз. В Афганистан е прието, че добрият чапандаз е на възраст между 40 и 50 години. Това се основава на факта, че естеството на спорта изисква играчът да премине тежка физическа практика и наблюдение. По сходен начин, конете в бузкаши също преминават тежко обучение. Играчът не е задължително да притежава коня. Обикновено конете са на земевладелци или богати хора, които могат да се грижат за тях и да им предоставят терен за тренировки. Собственикът на коня обикновено иска конят му да бъде язден от добър чапандаз, тъй като конете победители също носят гордост на собствениците им.
Играта има две основни форми: тудабарай и каражай. Тудабарй се счита за по-простата форма на игра. В нея целта е просто да се вземе козата и да се премести в някоя посока. В каражай играчите трябва да дърпат трупа около флаг или маркер на единия край на полето, след което да го хвърлят към точков кръг в другия край на полето. Ездачите са снабдени с камшик, за да се защитават от вражеските коне. Когато не се използва, камшикът обикновено се държи със зъби, тъй като ездачът язди с едната ръка, а с другата взима трупа.
При игра с теле, то обикновено се обезглавява и изкормва и му се режат два крайника. След това се кисне в студена вода за едно денонощие преди игра. Обикновено трупа се пълни пясък, за да му се придаде допълнителна тежест. Телето е по-малко вероятно да се разпадне по време на игра, отколкото козата. Въпреки че на играчите не е позволено да пристягат с каиш телето към телата си или седлата си, честа практика е то да се закрепи под крака, за да се освободят ръцете не играча.

### Правила на Олимпийския комитет на Афганистан
Следните правила важат само за състезания в Кабул.
1. Полето е с квадратна форма.
2. всеки отбор е съставен от 10 играча.
3. Само 5 играча от всеки отбор, могат да играят в дадено полувреме.
4. Продължителността на всяко полувреме е 45 минути.
5. Има една 15-минутна почивка между полувремената.
6. Играта се съблюдава от съдия.